# Coenina paulusi
Coenina paulusi là một loài bướm đêm trong họ Geometridae.